# Юрцуняк Михайло
Михайло Дмитрович Юрцуняк, (псевдо: «Юрко»; 8 червня 1920, с. Підпечери біля Тисмениці, нині Івано-Франківська область — 30 листопада 1947, Заставнівський район, Чернівецька область) — український військовик, поручник, сотенний та курінний УПА, референт СБ Заставнянського надрайонного проводу ОУН.

## Життєпис
Народився 8 червня 1920 року в селі Підпечери Станиславівського повіту[джерело?] (нині Тисменицький район Івано-Франківська область).
Член ОУН. Забраний до Червоної армії в танкові війська. Попав у німецький полон, звідки звільнений за сприяння УЦК. Зголосився добровільно до ДУН, згодом — вояк 201-го батальйону шуцманшафту.
Влітку 1943 р. — командир вишкільного куреня Української Народної Самооборони «Чорні чорти» ім. Є. Коновальця. В листопаді того ж року з відділом Бутковського перейшов у Чорний ліс, де став командиром чоти сотні «Месники» куреня «Скажені». Переведений на Коломийщину, де став командиром «Березівської» сотні УПА. 
У липні 1945 р. після загибелі Степана Чуйка-«Орлика» очолив сотню «Дністер». У 1947 р. пройшов на Коломийщині вишкіл по лінії СБ, в серпні направлений у складі групи підпільників на Буковину, де став референтом СБ Заставнянського надрайонного проводу ОУН.
Важко поранений під час сутички з опергрупою відділу 2-Н УМДБ 30 листопада 1947року. Помер від ран.
Поручник УПА.